# مورچه‌گیرک رگه‌دار آمازونی
مورچه‌گیرک رگه‌دار آمازونی (نام علمی: Myrmotherula multostriata) نام یک گونه از سرده مورچه‌گیرک‌ها است.